# I buoni e i cattivi (romanzo)
I buoni e i cattivi (Heroes and Villains) è un romanzo di fantascienza postapocalittica della scrittrice e giornalista britannica Angela Carter.

## Trama
Il romanzo è ambientato in un lontano futuro, in un mondo spopolato dalla guerra nucleare e racconta la storia di Marianne, la figlia di un appartenente alla casta dei Professori, che regge le sorti di ciò che rimane del mondo civile e domina su quelle dei Soldati e degli Operai. La ragazza conduce un'esistenza noiosa e prevedibile in cima alla sua bianca torre, vivendo agiatamente con il padre, un Professore di Storia, e l'anziana tata, la quale si prende cura di lei. Al di fuori dei pochi villaggi fortificati, c'è un mondo ostile governato dai Barbari, da altre specie umane mutanti (chiamati "Quelli di Fuori") e da animali di tutte le razze, fuggiti dagli zoo e riprodottisi in gran numero.
Il fratello di Marianne è morto, ucciso da un Barbaro adolescente durante una scorreria qualche anno prima, e la madre, di conseguenza, è morta di crepacuore.
Un giorno Marianne incontra per caso un giovane Barbaro ferito (lo stesso che anni addietro aveva provocato la morte di suo fratello, come la ragazza scoprirà in seguito), che giace nascosto nel capanno dietro la casa. Marianne, spinta forse da pietà, lo aiuta a fuggire dal villaggio e a ricongiungersi alla sua tribù. Scopre che il Barbaro, di nome Gioiello, ha ricevuto un'istruzione superiore alla media dei suoi simili, grazie all'interessamento di Donally, un ex Professore che ha abbandonato la sua comunità per spirito d'avventura e si è stabilito presso i Barbari, coi quali si atteggia a guaritore e stregone. Donally vorrebbe fare di Gioiello un leader capace di radunare attorno a sé un gran numero di Barbari per rifondare la civiltà su nuove basi, e per questo vede in Marianne la compagna ideale per il suo pupillo. La giovane, da parte sua, prova per Gioiello dei sentimenti ambivalenti, e ad un certo punto si stanca dei costumi primitivi e della mancanza d'igiene dei Barbari e fugge, ma Gioiello la raggiunge e la stupra. Donally celebra poi le nozze tra i due giovani; per spirito di ripicca, Marianne si concede allora al figlio adolescente e ritardato di Donally, fratellastro di Gioiello.
Gioiello e Donally hanno poi delle forti divergenze sui progetti per il futuro, poiché il giovane appare restio a rivestire la veste che il suo mentore gli ha cucito addosso e vorrebbe vivere una vita ritirata assieme a Marianne; ricorrendo alla solidarietà tribale, riesce ad allontanare l'ex Professore, che decide quindi di tornare nella casta a cui apparteneva. L'accoglienza che riceve non è però quella sperata: viene imprigionato, ma tramite il figlio (che l'aveva seguito) riesce a mandare alla tribù una richiesta d'aiuto.
Gioiello, che dopo essersi reso conto della distanza che sempre lo separerà da Marianne ha tentato il suicidio, organizza un attacco per liberare Donally, ma rimane ucciso nel tentativo. Marianne, che ne porta in grembo il figlio, progetta di diventare il nuovo capo della tribù contando anche dell'aiuto della signora Green, un'ex Operaia che era fuggita coi Barbari per non dover più servire i Professori e che si era occupata di Gioiello e dei suoi fratelli dopo la morte della loro madre naturale.

## Edizioni
- Angela Carter, I buoni e i cattivi, traduzione di Simona Fefè, Fanucci, 2003, ISBN 88-347-0912-8.